# 度尚
度 尚（たく しょう、117年 - 166年）は、後漢の官僚・軍人。字は博平。本貫は山陽郡湖陸県。

## 経歴
貧家に生まれ、学問や素行を修めず、郷里に推挙されなかった。宦官の侯覧に見出されて、郡の上計吏となり、郎中に任じられた。後に上虞県長として出向した。その統治は厳格で、罪人を摘発してその非を明らかにし、官吏や民衆たちに神明と評された。文安県令に転出すると、疫病が流行して穀物価格が騰貴し、民衆が飢えるようになったため、度尚は官倉を開いて食糧をふるまい、病人のための救護所を運営した。このため度尚は冀州刺史の朱穆に高く評価された。
162年（延熹5年）、長沙郡と零陵郡の反乱軍が桂陽郡・蒼梧郡・南海郡・交阯郡に進入し、交阯刺史と蒼梧太守が逃亡してこの2郡が陥落した。洛陽の朝廷から御史中丞の盛修が派遣されて反乱を討ったが、敗退した。豫章郡艾県の600人あまりが官軍に応募して戦ったが、賞与を得られなかったために離反し、長沙郡の県を焼き、益陽県に侵攻して県令を殺した。朝廷から謁者の馬睦が派遣され、荊州刺史の劉度を指揮して反乱軍を攻撃したが、やはり敗れて、馬睦と劉度は逃走した。桓帝が劉度に代わる者を推挙するよう公卿に命じると、尚書の朱穆が度尚を推挙した。これにより度尚は右校令から抜擢されて荊州刺史となった。度尚は自ら部曲を率い、報賞を明示して広く少数民族の兵を募集した。進軍して反乱軍を撃破し、数万人を降伏させた。桂陽郡で長期にわたって反乱を続けていた渠帥の卜陽・潘鴻らは度尚の勢いを恐れて、山谷に逃げ込んだ。度尚は数百里にわたって追撃し、南海郡に入って、反乱軍の三屯を破った。卜陽や潘鴻らの仲間はなおも勢力盛んであったため、度尚はこれを攻撃しようとしたが、自軍の士気が下がっており、戦闘に耐える状況になかった。度尚は一計を案じ、自軍の部隊に狩猟を許可して、兵士を喜ばせた。そこに反乱軍が財産珍宝を蓄えている情報を流すと、射幸心に駆られた部隊は進んで反乱軍の陣営を襲撃し、これを撃破した。
164年（延熹7年）、度尚は右郷侯に封じられ、桂陽太守に転じた。165年（延熹8年）、洛陽に召還された。ときに荊州の兵の朱蓋らは軍役が長いのに報賞が少ないことに不満を持ち、反乱を起こした。朱蓋らは桂陽郡の胡蘭らの反乱軍3000人あまりとともに桂陽郡を攻撃し、郡県を焼くと、桂陽太守の任胤は城を棄てて逃走した。反乱軍は数万にふくれあがり、零陵郡に転進して攻撃した。零陵太守の陳球は郡城を固く守って抗戦した。度尚は中郎将となり、幽州・冀州・黎陽県・烏桓の兵26000人を率いて陳球を救援した。さらに長沙太守の抗徐らとともに諸郡の兵を発し、反乱軍を撃破した。胡蘭ら3500人を斬首し、残余の反乱兵は蒼梧郡に逃走した。
度尚は再び荊州刺史となった。胡蘭の残党が蒼梧郡に逃走したことから、度尚は自分の失点となることを恐れ、偽って蒼梧郡の反乱軍が荊州に進入したと朝廷に報告し、交阯刺史の張磐を洛陽に召還させて廷尉の獄に落とさせた。間違いを正されないまま、張磐は赦令に遭って原職に復帰することとなった。張磐は出獄を拒否し、実際にあったことを獄吏に伝えた。廷尉が張磐の申し開きを上奏すると、桓帝の命により度尚は洛陽に召還され、廷尉に拘束された。度尚は自己弁護に窮して罪を受けたが、以前の功績により原職に復帰できた。
後に遼東太守となった。数月後、鮮卑が兵を率いて進攻してきたため、度尚は鮮卑と戦って撃破した。166年（延熹9年）、在官のまま死去した。享年は50。

## 伝記資料
- 『後漢書』巻38 列伝第28